# Sainte-Luce (Martinique)
Sainte-Luce ist eine französische Gemeinde im Übersee-Département Martinique mit 9275 Einwohnern (Stand 1. Januar 2022). Sie gehört administrativ zum Arrondissement Le Marin. Die Bewohner nennen sich Lucéen(ne)s. Sainte-Luce war bis zu dessen Auflösung 2015 Hauptort (Chef-lieu) des gleichnamigen Kantons.

## Geographie
Die Stadt liegt im Süden der Insel. Sie wird von der Route nationale N5 passiert, welche die Stadt mit Le Lamentin und Le Marin verbindet. Zu diesem Zweck wurde die Pont sur le Trou au Diable, eine 187 Meter lange Brücke über der Baie du Trou au Diable erstellt und im Oktober 1984 eröffnet. Die Nachbargemeinden sind Le Marin, Le Diamant, Rivière-Salée, Saint-Esprit und Rivière-Pilote.

## Bevölkerungsentwicklung
| 1961 | 1967 | 1974 | 1982 | 1990 | 1999 | 2006 | 2015 |
| ---- | ---- | ---- | ---- | ---- | ---- | ---- | ---- |
| 3653 | 3978 | 4124 | 4478 | 5881 | 7724 | 8910 | 9943 |